# Clarence Chant
Pour les articles homonymes, voir Chant.
Clarence Augustus Chant (né le 31 mai 1865 – mort le 18 novembre 1956) est un astronome et physicien canadien. Par son action promotionnelle, il a donné une impulsion remarquable à l'astronomie instrumentale canadienne au début du XXe siècle.

## Biographie
Né à Hagermans Corners (Ontario) (en) de Christopher Chant et Elizabeth Croft. En 1882, il fréquente la Markham High School, où il démontre un certain talent en mathématiques. Il fréquente par la suite le St. Catherines Collegiate Institute et la York County Model School de Toronto. 
En 1887, il étudie les mathématiques et la physique à l'University College de l'université de Toronto. Obtenant son diplôme en 1890, il devient fonctionnaire à Ottawa. 
En 1891, on lui offre un poste à l'université de Toronto, où il enseigne la physique à partir de l'année suivante. À la fin de l'année suivante, il s'inscrit à la  Société d'Astronomie et de Physique de Toronto, dont il devint le président en 1904 et assumera la tâche d'éditeur de la revue de cette société jusqu'en 1956. Tout au long des années 1890, Chant s'affaire à améliorer l'enseignement de l'astronomie à l'université, parvenant en 1904 à ouvrir les premiers cours de maîtrise. Il cherche ensuite à doter l'établissement d'un télescope. L'université utilisait jusque là celui de l'Observatoire magnétique et météorologique de Toronto, construit en 1840, un télescope Cooke de 152 mm ; mais cet observatoire était à présent cerné par les nouveaux immeubles de l'université, et l’Institut Météorologique vendait les locaux à l'université. Chant conclut que le campus n'était plus propice aux observations astronomiques, et il se mit à prospecter des terrains plus éloignés. 
En 1894, il épouse Jean Laidlaw. Le couple aura deux filles et un garçon.
Chant obtient une maîtrise en 1900 et bénéficie d'une décharge pour entamer un doctorat à l'université Harvard. Après trente ans d'efforts promotionnels, Chant parvient en 1924 à convaincre un couple de millionnaires canadiens, les Dunlap, de financer la construction d'un nouvel observatoire à Toronto : l'observatoire David Dunlap, qui jouera dans les années 1950 un rôle important dans la connaissance des amas stellaires. 
L'astéroïde (3315) Chant a été nommé en son honneur.